# Moonlight (canción de XXXTentacion)
«Moonlight» es un sencillo del rapero estadounidense XXXTentacion, se lanzó póstumamente el 14 de agosto de 2018. Fue incluido en el álbum de estudio ? como el tercer sencillo del mismo.
La canción alcanzó muchas posiciones en las listas a nivel mundial, incluido el número 13 en el Billboard Hot 100, así como una certificación de platino después de la muerte de Onfroy. Por lo tanto, está vinculado con «Falling Down» (con Lil Peep) como su tercera canción más alta en los Estados Unidos, detrás de «Sad!» y «Don't Cry» (con Lil Wayne).

## Video musical
El video musical fue lanzado póstumamente la noche del 1 de octubre de 2018. Fue escrito y creado por el propio Onfroy, con la colaboración de JMP en la dirección. El video comienza con Onfroy caminando entre una multitud de personas bailando en medio de una cortina de humo. El video finaliza con las frases «ENERGY NEVER DIES», «HE IS AMONGST US» y «LONG LIVE JAH» en tributo al rapero.

## Posicionamiento en listas
| Lista (2018)                                | Mejor posición |
| ------------------------------------------- | -------------- |
| Austria (Ö3 Austria Top 40)                 | 22             |
| Bélgica (Flandes) (Ultratip Bubbling Under) | 7              |
| Bélgica (Valonia) (Ultratop 50)             | 39             |
| Canadá (Canadian Hot 100)                   | 10             |
| Dinamarca (Tracklisten)                     | 12             |
| Francia (SNEP)                              | 72             |
| Alemania (Offizielle Deutsche Charts)       | 34             |
| Hungría (Rádiós Top 40)                     | 31             |
| Irlanda (IRMA)                              | 27             |
| Italia (FIMI)                               | 32             |
| Países Bajos (Mega Single Top 100)          | 15             |
| Nueva Zelanda (Recorded Music NZ)           | 8              |
| Noruega (VG-lista)                          | 17             |
| Escocia (Scottish Singles Sales Chart)      | 81             |
| España (Top 100 Canciones)                  | 73             |
| Suecia (Sverigetopplistan)                  | 13             |
| Suiza (Schweizer Hitparade)                 | 11             |
| Reino Unido (UK Singles Chart)              | 17             |
| Estados Unidos (Billboard Hot 100)          | 13             |
| Estados Unidos (Hot R&B/Hip-Hop Songs)      | 9              |
| Estados Unidos (Rhythmic)                   | 20             |

| Lista (2018)                           | Posición |
| -------------------------------------- | -------- |
| Canadá (Canadian Hot 100)              | 72       |
| Dinamarca (Tracklisten)                | 66       |
| Suiza (Schweizer Hitparade)            | 58       |
| Estados Unidos (Billboard Hot 100)     | 88       |
| Estados Unidos (Hot R&B/Hip-Hop Songs) | 37       |

## Certificaciones
| País                  | Certificación | Ventas  |
| --------------------- | ------------- | ------- |
| Canadá (Music Canada) | Platino       | 80 000  |
| Francia (SNEP)        | Diamante      | 333     |
| Italia (FIMI)         | Platino       | 50 000  |
| Reino Unido (BPI)     | Oro           | 400 000 |
| Estados Unidos (RIAA) | 8x Platino    | 8 000   |